# Projekt Montauk
Projekt Montauk je ime za projekt, ki naj bi ga v osemdesetih letih 20.stoletja izvajala vlada ZDA v uradno opuščenem vojaškem oporišču Vojnega letalstva ZDA, ki se nahaja na rtu Montauk na Long Islandu v zvezni državi New York. V okviru projekta naj bi kot nadaljevanje Filadelfijskega poskusa razvijali tehniko za nadzor misli, teleportacijo, raziskave vzporednih svetov in časovno potovanje.
Trditve v zvezi s tem projektom so nepotrjene, celotni projekt pa se označuje kot teorija zarote.